# Charles Kushner

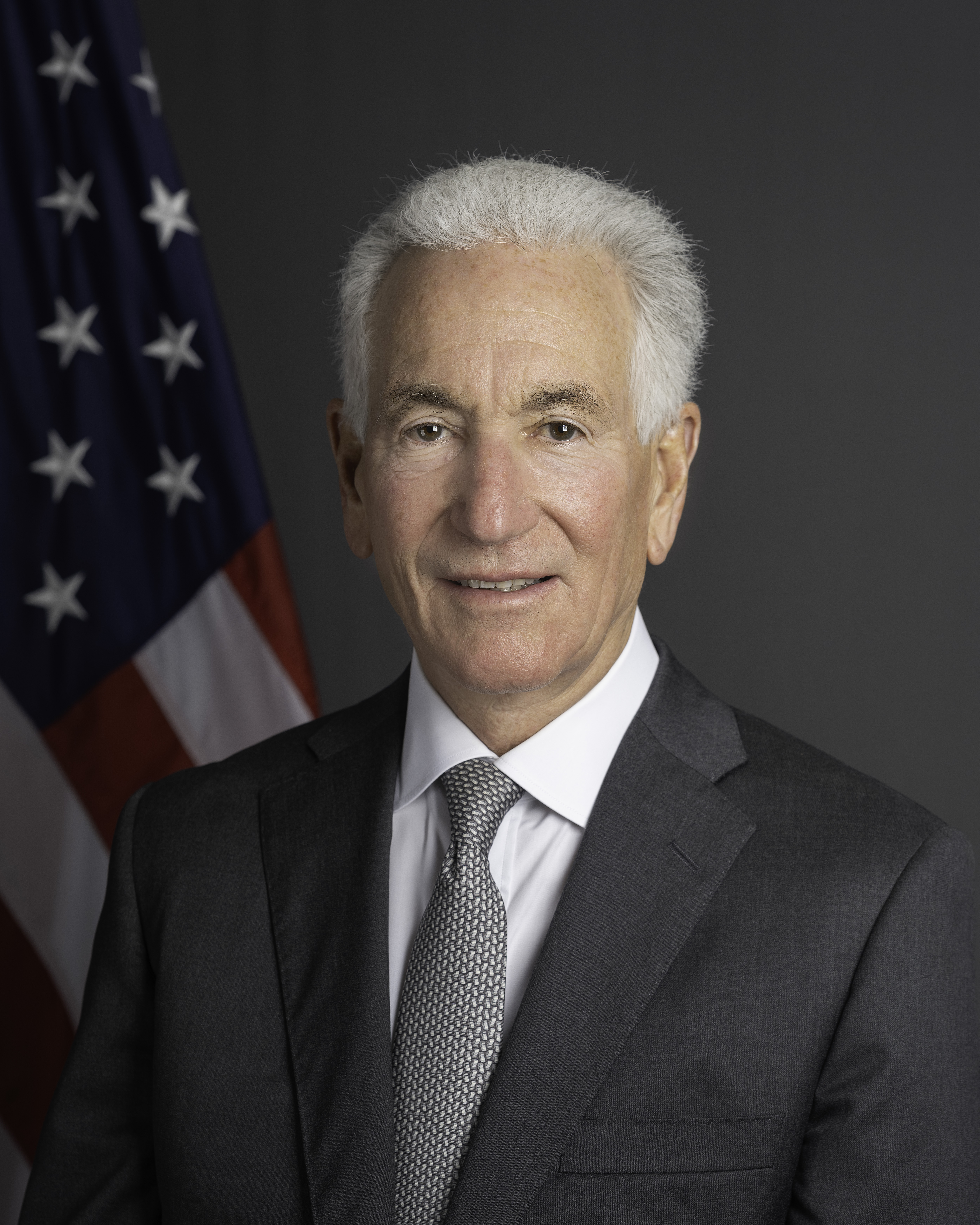
Charles Kushner (2025)

Chanan „Charles“ Kushner (* 16. Mai 1954 in Elizabeth, New Jersey) ist ein US-amerikanischer Immobilienentwickler und ehemaliger Rechtsanwalt, der 1985 die Kushner Companies gründete. Im Jahr 2024 wurde er von Präsident Donald Trump für das Amt des Botschafters der Vereinigten Staaten in Frankreich nominiert.

## Laufbahn
Charles Kushner wurde am 16. Mai 1954 als Sohn von Joseph Berkowitz und Rae Kushner geboren, die als jüdische Überlebende des Holocaust nach Amerika kamen, wo sein Vater ein erfolgreiches Immobiliengeschäft in New Jersey aufbaute. Seine Mutter war in Budapest geboren worden, während sein Vater aus Polen kam. Seine Eltern gaben ihm den Namen Chanan, nach einem Onkel mütterlicherseits, der während des Holocausts in einem Konzentrationslager gestorben war. Kushner wuchs mit seinem Bruder Murray und seiner Schwester Esther in New Jersey auf und machte seinen Abschluss an der Hofstra University School of Law im Jahr 1979.
1985 gründete Kushner gemeinsam mit seinem Vater das Immobilienunternehmen Kushner Companies. Bis 1999 verwaltete Kushner Companies mehr als 10.000 Wohnungen, ein Hausbaugeschäft, Gewerbe- und Industrieimmobilien sowie eine kleine Bank. Aufgrund seiner guten politischen Kontakte wurde Kushner auch zum Chairman der Port Authority of New York and New Jersey ernannt.
2016 wurde das Vermögen der Familie Kushner auf knapp 1,8 Milliarden US-Dollar geschätzt.

### Verurteilungen
Am 30. Juni 2004 wurde Kushner von der Federal Election Commission zu einer Geldstrafe von 508.900 Dollar wegen illegaler Wahlkampfspenden verurteilt. 2005 bekannte er sich im Rahmen eines Vergleichs mit New Jerseys Staatsanwalt Chris Christie in 18 Anklagepunkten wegen illegaler Wahlkampfspenden, Steuerhinterziehung und Zeugenbeeinflussung schuldig. Der Vorwurf der Zeugenbeeinflussung ergab sich aus Kushners Vergeltungsmaßnahmen gegen William Schulder, den Ehemann seiner Schwester Esther, der mit den Bundesermittlern gegen Kushner kooperierte. Kushner heuerte eine Prostituierte an, um seinen Schwager zu verführen und ließ die sexuelle Begegnung zwischen den beiden aufzeichnen und das Band an seine Schwester schicken.
Kushner wurde zu einer zweijährigen Haftstrafe verurteilt und verbüßte seine Haftstrafe in dem Federal Prison Camp, Montgomery in Alabama. Nach 14 Monaten wurde er im August 2006 aus der Haft entlassen. Am 23. Dezember 2020 begnadigte Präsident Trump Kushner und annullierte seine Verurteilung nachträglich. Dies wurde mit Kushners philanthropischen Aktivitäten begründet, darunter Spenden an medizinische Einrichtungen und jüdische Organisationen.
Durch seine Verurteilung verlor Kushner in drei US-Bundesstaaten seine Zulassung als Jurist und er gab die Kontrolle über Kushner Companies an seinen Sohn Jared Kushner ab, blieb allerdings weiterhin an der Leitung des Unternehmens beteiligt. Nach seiner Entlassung aus dem Gefängnis verlagerte Kushner seine geschäftlichen Aktivitäten von New Jersey nach New York City. Anfang 2007 kaufte die Kushner Companies das Gebäude 666 Fifth Avenue in Manhattan.

### Politik
Vor 2015 war Kushner ein Unterstützer der Demokraten und spendete an Al Gore, Bill Clinton und New Jersey-Gouverneur Jim McGreevey. Im August 2015 spendete Kushner 100.000 Dollar an Make America Great Again, ein Super-PAC, das Trumps Präsidentschaftswahlkampf 2016 unterstützte. Nach der Wahl Trumps wurde sein Sohn Jared zum Senior Advisor von Präsident Trumps und war an den Abraham Accords beteiligt. 
Am 30. November 2024 kündigte der designierte Präsident Trump an, dass er Kushner in seiner zweiten Amtszeit zum Botschafter der Vereinigten Staaten in Frankreich ernennen werde. Kushner hatte zuvor erneut für seinen Wahlkampf gespendet. Seine Nominierung wurde am 19. Mai 2025 vom Senat mit 51 zu 45 Stimmen bestätigt.

## Familie
Kushner ist mit Seryl Stadtmauer verheiratet. Sein älterer Sohn Jared ist der Ehemann von Ivanka Trump, der Tochter von Donald Trump. Er hat drei weitere Kinder, darunter seinen jüngeren Sohn Joshua, einen Risikokapitalunternehmer, der mit dem Supermodel Karlie Kloss verheiratet ist.
Kushner traf persönlich mit dem Präsidenten der Harvard University zusammen und spendete 1998 2,5 Millionen Dollar an Harvard. Im folgenden Jahr wurde sein Sohn Jared an der Harvard University aufgenommen, obwohl seine akademischen Leistungen eigentlich nicht für die Ivy League ausgereicht haben sollen.